# Piet de Zwarte
Piet de Zwarte   (Renkum, 16 de febrer de 1948) és un waterpolista neerlandès, ja retirat, que va competir durant la dècada de 1970.
El 1976 va prendre part en els Jocs Olímpics d'Estiu de Montreal, on guanyà la medalla de bronze en la competició del waterpolo.